# Valentine Yanovna Zhubinskaya
Valentine Yanovna Zhubinskaya (Валентина Яновна Жубинская) est une compositrice, violoncelliste, conférencière et pianiste ukrainienne, née le 17 mai 1926 à Kharkiv et morte en 2013. Elle a été violon solo au Théâtre d'État de Kharkiv jusqu'en 1948, tout en étudiant le piano avec M. Pilstrom et la composition avec V. Barabashov au Conservatoire de Kharkiv. Elle a obtenu son diplôme avec distinction en 1949 et a fait des études de troisième cycle à Moscou, devenant professeure de piano à l'académie russe de musique Gnessine en 1961.

## Compositions
Ses compositions comprennent :
Musique de chambre
- Romance et Sérénade (violon et piano; 1946)

Orchestre
- Concerto pour Piano (1950)

Piano
- Album pour Enfants (12 pièces; 1946)
- Collection de Pèces pour Enfants (1960)
- Huit Pièces (1960)
- Quinze Pièces (1969)
- Quatre Études (1946)
- Berceuse et Humoresque (1946)
- Romance
- Variations Russes (1963)
- Sonate (1948)
- Chanson et Valse (1946)
- Trois Improvisations (1963)
- Valse (1948)

Chant
- Chansons pour Enfants (1971)
- Cycle d'Œuvres de Poètes Bulgares (1962)
- Cycle de Dobruy Khleb (avec chœur ; 1972)
- Molodezhnaya (Malykhin ; piano-voix ; 1968)
- Pesnya o Taimyre (M. Arons ; voix et piano ; 1947)
- Razvernis Garmonika (A. Prokofiev ; voix et piano ; 1947)
- Deux Chansons Folkloriques Ukrainiennes (chœur a capella, 1948)
- Cycle "Vremena Goda" pour Enfants (voix et piano; 1959)